# Branko Miklavc
Branko Miklavc, slovenski dramatik in pesnik ter gledališki in filmski igralec, * 13. marec 1922, Ljubljana, † 7. oktober 2011, Ljubljana.

## Literarno delo
Miklavc je napisal in izvedel več pantomim (Curlo, Slikarji in Mislec; 1958) ter več  monodram z ironišnimi refleksijami o igralskem poklicu (Zvezdnik danes in nikdar več, 1967; Pomarančnikov lubilej, 1969; Pomarančnikov najnovejši življenjepis in njegova prva smrt, 1973; Ura pri Ivanu Levarju, 1977), monodramo Moj premalo slavni stric Verigar, ki jo je priredil tudi za film. Leta 1992 se je predstavil z monodramo 70 let mojega neumnega življenja. Napisal je roman Borut in Kurt in izdal pesniško zbirko.

## Igralsko delo
Bil je dolgoletni član ljubljanske Drame. Odigral je veliko odmevnih filmskih in televizijskih vlog, med drugim v otroški seriji 40 zelenih slonov, igral je v filmih Deseti brat, Na svoji zemlji, Kekcu, Ne joči, Peter, ... Blestel je s svojimi monodramami. 
V monodrami Moj premalo slavni stric, za katero je prejel Župančičevo in Badjurovo nagrado, je na iskriv način poslikal življenje svojega strica, znanega Ljubljančana Staneta Derganca-Verigarja, ki je bil med drugim kot telovadec udeleženec olimpijskih iger in upodobljen na prvi jugoslovanski znamki kot Verigar.
Miklavc je znan tudi po seriji upodobitev svojega donkihotovskega dvojnika Borivoja Pomarančnika. Velja pa tudi za prvega slovenskega pantomimika.
Leta 1987 je prejel Župančičevo nagrado. Njegov brat je bil prav tako igralec Saša Miklavc.